# Maglia azzurra (ciclismo)

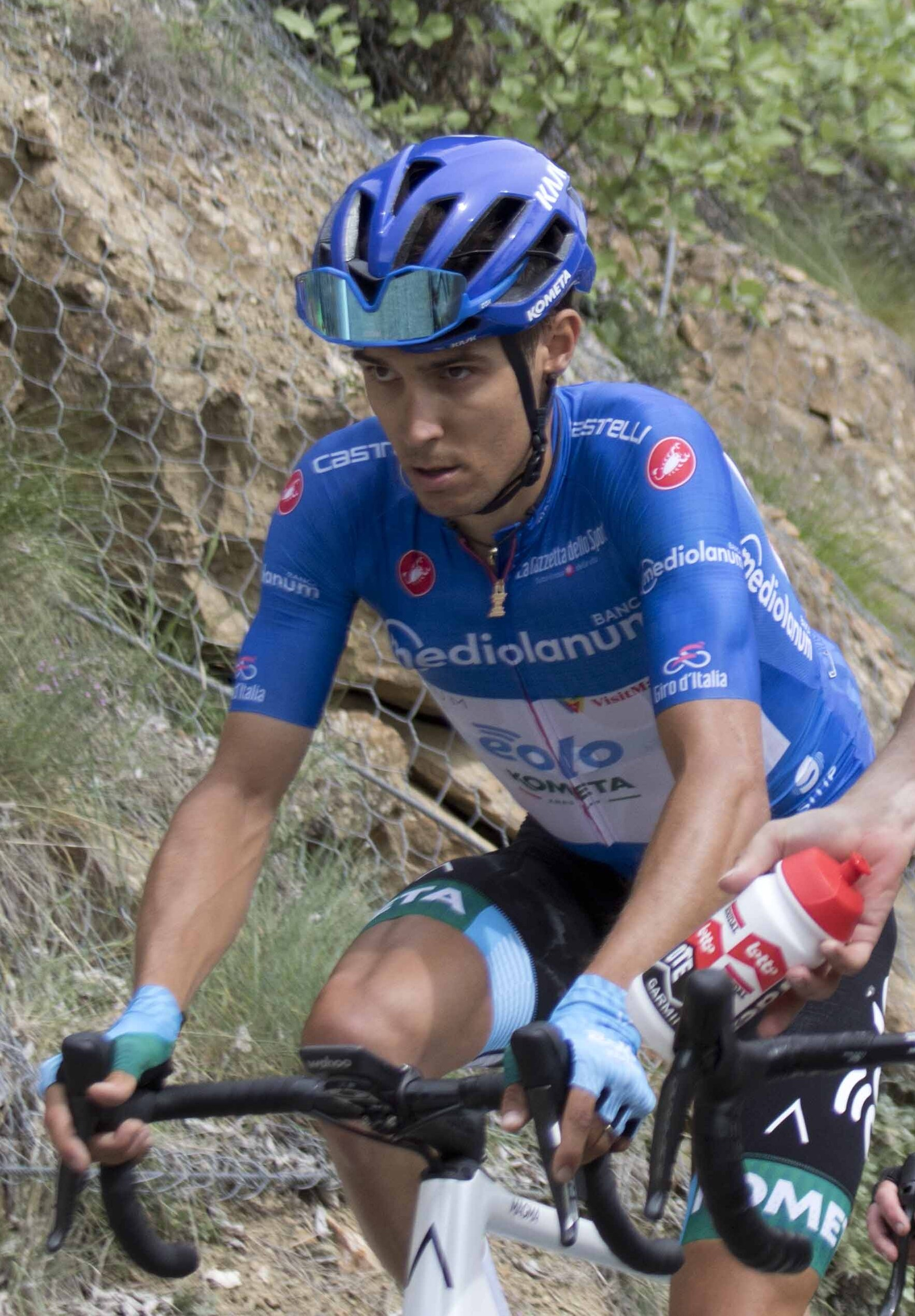
La maglia azzurra, dal 2012 simbolo del primato nella classifica scalatori del Giro d'Italia, qui sulle spalle di Diego Rosa nell'edizione 2022.

La maglia azzurra è la maglia che viene indossata dal leader di una delle classifiche accessorie di alcune corse a tappe di ciclismo su strada. Le più note sono quelle del Giro d'Italia e della Vuelta a España.
Nella corsa italiana la maglia azzurra è stata introdotta nel 1988 a indicare il leader della combinata, una graduatoria stilata sommando le posizioni nelle classifiche generale, a punti e classifica scalatori. Dal 1989 al 2006 divenne la maglia per chi guidava la classifica intergiro (classifica Gran Combinata per il solo 2006). Dal 2012 è invece divenuta – per ragioni pubblicitarie – il simbolo distintivo del ciclista che guida la classifica scalatori; in precedenza il miglior scalatore vestiva la maglia verde.
Nella corsa spagnola la maglia di colore azzurro è stata invece, fino al 2008, quella indossata dal ciclista che guidava la classifica a punti. Dal 2009 è stata sostituita dalla maglia verde.